# Risi Pouri-Lane

a Compétitions nationales et continentales officielles uniquement.

b Matchs officiels uniquement.
Dernière mise à jour le 24 mai 2025.
Risi Pouri-Lane, née le 28 mai 2000 à Auburn (Australie), est une joueuse internationale néo-zélandaise de rugby à XV et internationale néo-zélandaise de rugby à sept.

## Biographie
Risi Pouri-Lane remporte avec l'équipe de Nouvelle-Zélande la médaille d'or du tournoi féminin des Jeux olympiques d'été de 2020, organisés à Tokyo, puis celle du tournoi féminin des Jeux olympiques d'été de 2024, organisés à Paris.

## Palmarès
- Vainqueur de la Pacific Four Series en 2025.